# Пйотр Лебедзінський

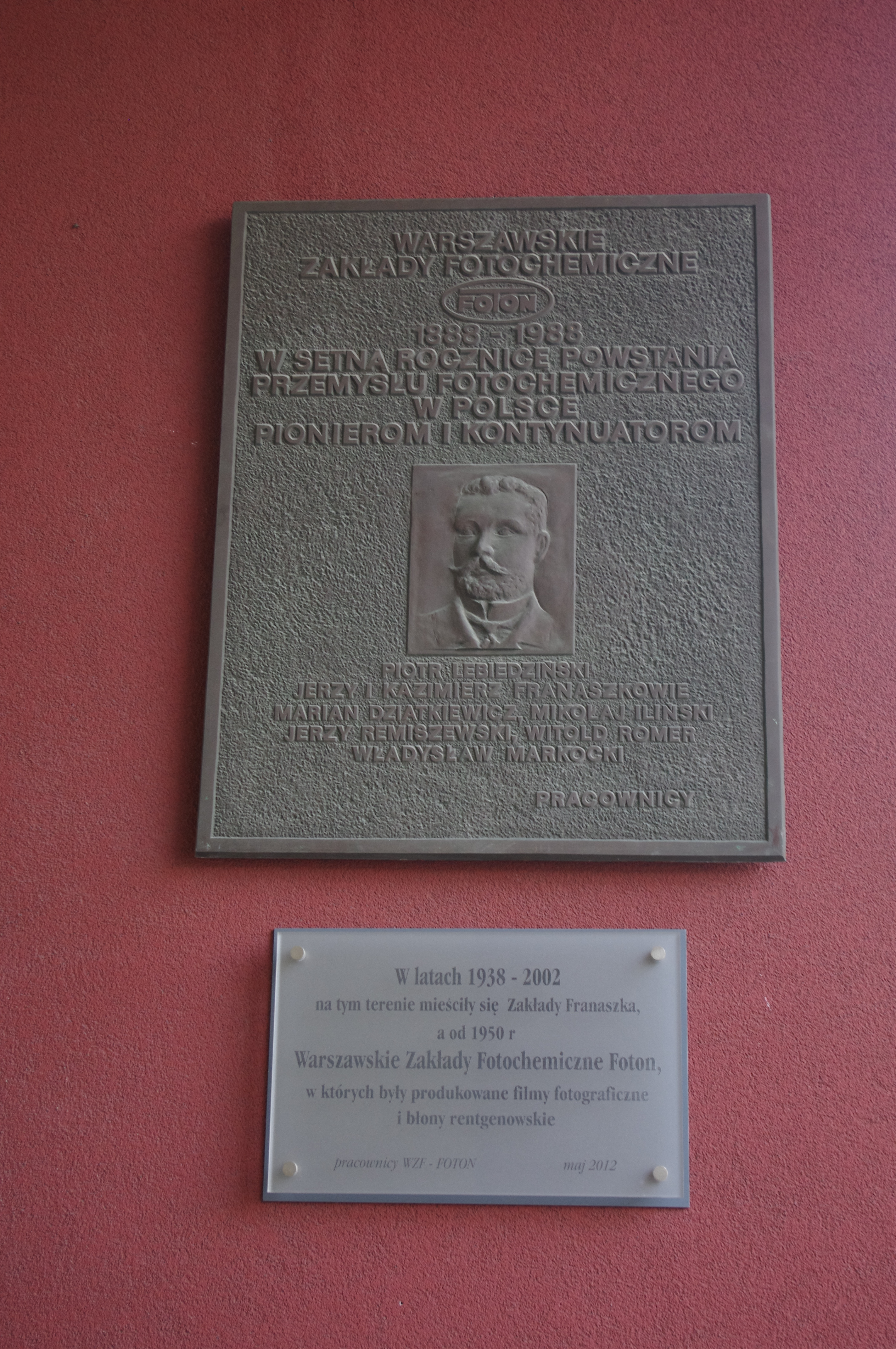
Меморіальна дошка в Варшаві на пам'ять про П. Лебедзінського

Пйотр Лебедзінський (пол. Piotr Lebiedziński, 1860, Сокулка, нині Підляське воєводство — 30 січня 1934, Варшава, Польща) — польський інженер-хімік, піонер польської фотографії, кінематографу і фотохімічної промисловості ; підприємець, конструктор і винахідник.

## Біографія
Народився в 1860 році в містечку Сокулка (нині Підляське воєводство, Польща, тоді в складі Гродненської губернії Російської імперії).
Вивчав хімію в Санкт-Петербурзі (закінчив Санкт-Петербурзький політехнічний інститут) і переїхав до Варшави. Цікавився фотографією ще зі студентських часів, сам робив фотографії і брав участь у виставках . У 1896 році познайомився з доктором  Едмундом Бернацьким, який вперше представив в Польщі фотографії, зроблені за допомогою  рентгенівського випромінювання , і виступив з лекціями на цю тематику.
Лебедзінський займався підприємництвом і спочатку володів магазином фотоматеріалів в будинку 65 по вулиці Краківського передмістя у Варшаві. Пізніше він відкрив ще один магазин в будинку 99 по вулиці Маршалковської, постійно розширюючи асортимент. Так завдяки діяльності Лебедзінського в Польщі з'явилися перші виробники кінематографічних апаратів, запчастин і всіх матеріалів до них.
У 1888 році Лебедзінським було розпочато виробництво в Польщі фотографічного паперу, яке велося на фабриці в районі  Прага. Там виготовлялися світлочутливі матеріали і фотографічні апарати . Компанія стала відомою в Європі в першу чергу завдяки високій якості фотопаперу, який експортувався в Берлін, Відень, Париж і Лондон . З 1896 року компанія випускає фотографічні апарати Chicago з розміром 9x12 см, з 1900 року — стереоскопи Diops . У 1901 році отримує золоту медаль в області промисловості на I виставці художньої фотографії в Варшаві.
У 1933 році, незадовго до смерті Лебедзінського (його не стало 30 січня 1934 року у Варшаві) фабрика була перетворена в товариство з обмеженою відповідальністю Foton. ТОВ «Фотон» існувало до 1940 року, поки його не скасувало керівництво  Генерал-губернаторства Третього рейху, але після війни було відновлено, і у Варшаві відновилася діяльність фотохімічного заводу FOTON .

## Громадська діяльність
Петро Лебедзінський знаходився у Польському суспільстві любителів фотографії, займаючи з 1903 по 1906 і з 1913 по 1914 роки в ньому пост члена Ревізійної комісії. Займався видавничою діяльністю в області фотографічної техніки і фотохімії. Співредактор журналу «Фотограф Варшавський» разом з Яном Хойріхом, Станіславом Салаєм і Яном Ярошинським .

## Винаходи
Як випускник технічного університету, Лебедзінський цікавився наукою і технікою. Так він займався поліпшенням грамофона, конструюванням звукових мембран, програванням грамофонних платівок, вивченням схем підводних човнів і літаків . Проте, популярність йому принесли саме фотографія і кінематограф: він став піонером польського кінематографу. З 1893 року цікавився живою фотографією, яка привела до появи кінематографа . Техніка тоді передбачала зйомку серії зображень і проєктування їх відбиток з негативом, що призводило до утворення зображення, яке показувало плавний рух .
У 1895 році у співпраці з Яном і Юзефом Поплавськими Лебедзінський побудував пристрій під назвою «кінематограф Лебедзінського» (Kinematograf Lebiedzińskiego) , яке являло собою поєднання камери, що записувала 14 кадрів в секунду (по 5 на плівку) і апарату для відображення рухомого зображення. Запис і відтворення велися за допомогою ряду скляних пластин, а не целулоїдної кіноплівки. У 1895—1896 роках апарат використовувався для зняття короткометражних, комедійних, фабуларизованих «фільмів» за участю акторів варшавських театрів, в тому числі Наталії Коніцкої і Вацлава Шимборського .
У 1897 році з ініціативи Олександра Васютинського, інженера Варшавсько-Віденської залізниці, Лебедзінський зібрав апарат, який служив для реєстрації деформації рейок, що виникає при проходженні поїзда. Камера була встановлена на рейках і автоматично вела зйомку при проїзді поїзда . У 1919 році з інженером Станіславом Слівіньським він також зібрав «циклоскоп» — проєкційний кіноапарат для використання в школах .

### Конструкції
- 1895: «кінематограф Лебедзінського» — камера і проєктор
- 1896: Початок виробництва кіноапаратів Chicago 9x12
- 1897: пристрій для фотохімічної реєстрації деформації рейок
- 1900: перший польський стереоскопічний апарат  Diops
- 1900: фотоапарат  Varsovie
- 1904: пристрій для захоплення руху зіниці ока
- 1906: «звукова голова» для запису звуку
- 1919: апарат для серійної зйомки «циклоскоп» — шкільний проєктор
- 1926: оптичний затвор для проєкційних кіноапаратів

## Парапсихология
Пйотр Лебедзінський разом з Юліаном Охоровічом цікавився парапсихологією, досліджуючи феномен психокінезу і  ектоплазми. З 1920 року — науковий керівник, пізніше — почесний член Польського товариства психічних досліджень Варшави. Брав участь в Міжнародних конгресах психічних досліджень (1921, Копенгаген; 1923 Варшава; 1927 Париж). У 1921 році отримав перший приз за свою роботу. Почесний член Міжнародного метапсихічного інституту Парижу.
У 1923 році Лебедзінський виступив з рефератом «Ідеопластія як основна гіпотеза при парапсихологічних дослідженнях» (фр. L'ideoplastie comme hypothese directrice des etude metapsychiques), в якому виклав класифікацію паранормальних явищ: 1) ідеопластія особистості (прояви різних особистостей як продукт психічного середовища, в тому числі і померлих); 2) ідеопластія матерії (примари людини або навіть фантомні об'єкти); 3) ідеопластія енергії (первинні аномальні явища на енергетичному рівні — обертові столи, удари і тощо). Виходячи з теоретичних парапсихологічних міркувань Юліана Охоровіча, Лебедзінський зазначив, що число парапсихологічних явищ не обмежена і залежить тільки від фантазії та ініціативи засобів масової інформації та експериментаторів .